# Teleinmersión
La teleinmersión es un sistema avanzado de telecomunicación de alta velocidad, que permite captar los movimientos y otros aspectos de los usuarios, para que se retransmitan a través de una red de alta velocidad (como Internet2).
Las personas pueden manipular datos, compartir simulaciones y experiencias como si estuviesen reunidas físicamente. Sin embargo, el sistema requiere gran ancho de banda, poco retraso y una mínima pérdida de datos en la red.
A pesar de que falta mejorar algunos detalles como el olor y el tacto, significa un gran avance en las relaciones personales. Por otro lado, puede contribuir a la educación y medicina. Se podría redactar una clase y controlar a todos los alumnos sin tener que estar en la misma habitación o un cirujano podría estar presente en una sala de operaciones para dar consejos estando a miles de kilómetros.

Potencial de la teleinmersión
La teleinmersión tiene el potencial de cambiar significativamente los paradigmas educativos, científicos y de fabricación. Un sistema de teleinmersión permitiría a personas situadas en distintos lugares compartir el mismo entorno virtual. Por ejemplo, los participantes en una reunión podrían interactuar con un grupo virtual, casi de la misma forma a como lo harían si estuvieran en la misma habitación. 
Los individuos podrían compartir y manipular datos, simulaciones y modelo de moléculas; construcciones físicas o económicas; y participar juntos en la simulación, revisión de diseños o procesos de evaluación. Como ejemplo, piénsese en estudiantes de ingeniería mecánica o industrial trabajando juntos para diseñar un nuevo puente o brazo de robot mediante la teleinmersión. Los miembros del grupo podrían interactuar con otros miembros del grupo mientras comparten el objeto virtual que está siendo modelado.
Puntos críticos de la teleinmersión
Otro aspecto interesante es alcanzar parámetros de rendimiento suficientes que aseguren una conexión estable sin cortes, ruido o imperfecciones que romperían la sensación de la presencia física. 
Para lograr este nivel de comunicación deben cumplirse ciertas condiciones: 
• Calidad y resolución de las imágenes adecuada para que el usuario obtenga sensación de realidad y naturalidad.
• Velocidad de sucesión de imágenes suficientemente rápida como para que el usuario no perciba cortes entre los movimientos del interlocutor y dé sensación de fluidez.
• Sincronización de imagen y sonido.
• Perspectiva dinámica de la imagen en función de la posición del usuario.
• Retardo inferior a 50 milisegundos para asegurar la sensación de tiempo real.

Aplicaciones más destacadas
Medicina
Por definición, Telemedicina es la provisión de cuidados de salud y de educación médica a distancia, utilizando tecnologías de información y de comunicaciones. La telemedicina (también conocida como telesalud o e-salud) permite a los profesionales del cuidado de la salud, utilizar dispositivos médicos “conectados” a redes telefónicas o a redes de datos (alámbricas e inalámbricas), en la evaluación, diagnóstico y tratamiento de pacientes localizados en sitios diferentes al del profesional médico. Esos dispositivos mejoran su rendimiento mediante el uso de tecnología de telecomunicaciones, computación en red, sistemas de videoconferencia y sistemas de codificación-decodificación (CODEC).
El software de aplicación especializado, los dispositivos de almacenamiento de bases de datos, y los dispositivos médicos capaces de recolectar datos electrónicos, almacenar y transmitir son componentes claves de la infraestructura de Telemedicina.
Campo militar
Uno de los impulsos más fuertes al desarrollo de la realidad virtual ha sido su gran aplicación 
al área de defensa. Aunque no es muy fácil obtener información de las tecnologías y de las aplicaciones en defensa podemos distinguir fundamentalmente las siguientes aplicaciones, la mejora de los sistemas de simulación de vuelo y el entrenamiento militar y la incorporación de nuevas herramientas de realidad aumentada para los pilotos militares.
Referencias
1. LA TELEINMERSIÓN COMO HERRAMIENTA EN LA EDUCACIÓN A DISTANCIA http://telecsys.unad.edu.co/documentos/revista%20No.5/articulo%203-5.pdf (enlace roto disponible en Internet Archive; véase el historial, la primera versión y la última).
- Datos: Q9082455